# آیرن سیتی (تنسی)
آیرن سیتی(به انگلیسی: Iron City) شهری در ایالت تنسی کشور ایالات متحده آمریکا است که جمعیت آن در سرشماری سال ۲۰۱۰ میلادی، ۳۲۸ نفر بوده‌است.